# ビーチ60丁目駅
ビーチ60丁目駅（ビーチ60丁目-ストレイトン・アベニュー駅とも）は、クイーンズ区のビーチ60丁目とロッカウェイ・フリーウェイ交差点に位置するニューヨーク市地下鉄INDロッカウェイ線の駅である。A系統が終日停車する。
なお、駅名にビーチ60丁目とありながらビーチ60丁目に面する出口は一切ない。

## 駅構造
| P ホーム階 | 相対式ホーム、右側ドアが開く | 相対式ホーム、右側ドアが開く                                       |
| P ホーム階 | 北行線                       | ← インウッド-207丁目駅行き（ビーチ67丁目駅）                       |
| P ホーム階 | 南行線                       | → ファー・ロッカウェイ-モット・アベニュー駅行き（ビーチ44丁目駅）→ |
| P ホーム階 | 相対式ホーム、右側ドアが開く |                                                                    |
| M          | 改札階                       | 改札口、駅員詰所、メトロカード券売機                               |
| G          | 地上階                       | 出入口                                                             |

1892年にロングアイランド鉄道の駅として開業した。その後、1955年10月3日に休止となり、1956年6月28日に地下鉄駅となった。
駅は相対式ホーム2面2線で、ホームからは大西洋やジャマイカ湾が見渡せる。2011年よりSimon Levenson制作のアートワークThe Beaches of New York Cityが設置されている。

### 出口
改札は西端にあり、地上へはビーチ59丁目とロッカウェイ・フリーウェイの交差点北西・南西に階段が2つずつ接続しているほか、南行ホームには出口専用改札があり、同交差点南東に接続している。